# El banat waal saif
El banat waal saif è un film del 1960 diretto da Fatin Abdulwahhab, Salah Abouseif e Ezz El Dine Zulficar.

## Trama
Samiha e le sue amiche cominciano ad essere curiose della vita in spiaggia, dei locali da ballo e dei ragazzi. I loro genitori non sono consapevoli di ciò che sta accadendo e sono molto turbati.